# پوراندخت‌نامه
پوراندخت‌نامه نام دیوان شعرهای ابراهیم پورداوود است که وی آن را در شهریور ۱۳۰۶ به همراه برگردان انگلیسی در بمبئی به چاپ رساند. نام این دیوان از نام پوراندخت تنها دختر پورداوود گرفته شده‌است. این دیوان دربرگیرنده شعرهایی میهنی و شورانگیز است.
پورداوود خود درباره این دیوان گفته‌است: «این دیوان در مملکتی که صدها فردوسی و خیام داشته، چون قطره ناچیزی است در برابر دریای مواج ادبی.»
برخی از شعرهای این دیوان از قرار زیر است:
- مخمس «دریای سپید» سروده شده در جمادی‌الآخر ۱۳۲۸ (قمری)
- مخمس «درویش شورشی» سروده ذی‌القعده ۱۳۲۸ (قمری)
- چکامه «دژ هوخت» سروده ربیع‌الاول ۱۳۲۸ (قمری) که یادگار سفر او به اورشلیم است؛
- چکامه «بهار و بهدین» سروده شده در ۱۱ رجب ۱۳۳۹ (قمری) در برلین؛
- مسدس «اندر سپری شدن روزگار شهریاری آل قاجار» در ۱۲ جمادی‌الاول ۱۳۳۹ (قمری) در برلین؛
- منظومه «پدرود ایرانیان از آبخوست مغستان (جزیره هرمز)» در بحر تقارب سروده شده در جمادی‌الاول ۱۳۴۴ (قمری) در بمبئی درباره مهاجرت پارسیان از ایران به هند.

## منبع
- ابراهیم پورداوود، آناهیتا؛ دیباچه کتاب نوشته مرتضی گرجی